# Diritti LGBT in Svezia
I diritti delle persone lesbiche, gay, bisessuali e transgender (LGBT) in Svezia vengono considerati tra i maggiormente sviluppati del mondo intero. L'attività sessuale tra persone dello stesso sesso è stata legalizzata nel 1944 e l'età del consenso è stata parificata nel 1978; mentre l'omosessualità è stata declassificata dall'elenco delle malattie mentali nell'anno seguente.
La Svezia è divenuta anche il primo paese al mondo a consentire alle persone transgender di poter cambiare legalmente il loro genere di appartenenza già nel 1972 assieme alla declassificazione del travestitismo come malattia mentale.
Il transgenderismo è stato declassificato come malattia mentale nel 2008 e la legislazione che ha permesso il cambiamento di genere legalmente senza necessità di una terapia ormonale sostitutiva o dell'intervento chirurgico di riassegnazione sessuale è stata approvata nel 2013.
Dopo aver consentito alle coppie dello stesso sesso di poter registrarsi per ottenere i benefici dell'unione civile nel 1995, la Svezia è diventata il settimo paese del mondo ad aver legalizzato il matrimonio tra persone dello stesso sesso a livello nazionale nel 2009. 
La discriminazione sulla base dell'orientamento sessuale o dell'espressione e dell'identità di genere è stata vietata a partire dal 1987.
Inoltre, dal 2003, gay e lesbiche possono accedere all'adozione da parte di coppie dello stesso sesso, mentre le coppie lesbiche hanno avuto pari accesso alla fecondazione in vitro e alla fecondazione artificiale assistita sin dal 2005. 
La Svezia è stata riconosciuta essere come uno dei paesi socialmente e culturalmente più liberali e Gay friendly in Europa e nel mondo, con recenti sondaggi i quali indicano che la stragrande maggioranza degli svedesi supporta attivamente la comunità LGBTQIA+.

## Legislazioni relative all'attività omosessuale
La Svezia ha decriminalizzato la sessualità gay e la sessualità lesbica nel 1944; in quello stesso anno l'età del consenso è stata posta a 18 anni. 
Nel 1987, per combattere la diffusione dell'HIV, il legislatore ha approvato una legge contro il sesso praticato nelle saune gay e contro la prostituzione; questa è stata abrogata nel 2004.
Nel 1972 la Svezia è diventata il primo paese al mondo a consentire alle persone transgender di modificare legalmente il loro genere sessuale, fornendo una terapia ormonale libera, nel contempo una pari età del consenso è stata fissata a 15 anni; la pratica è stata eseguita dall'ufficio principale del "Consiglio nazionale della sanità e del benessere" ("Socialstyrelsen"). 
Nel giro di pochi mesi la Svezia ha anche aderito, allora solo assieme a pochi altri paesi del mondo, alla declassificazione dell'omosessualità come malattia. Il transgenderismo è stato declassificato come malattia nel 2008.

## Riconoscimento dei rapporti omoaffettivi

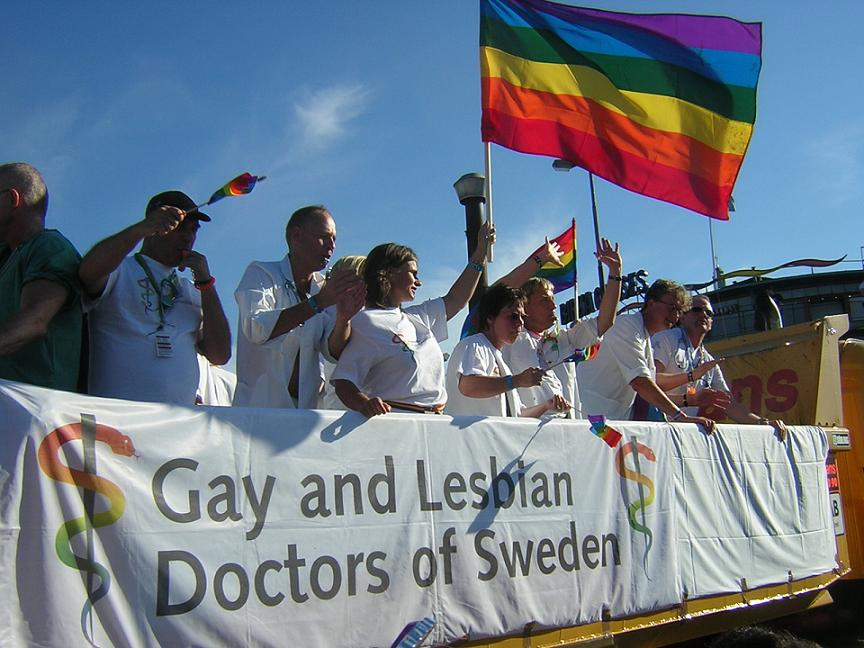
Striscione dei medici gay e lesbiche svedesi al Pride della capitale del 2006.

### Unioni civili
Le coppie dello stesso sesso hanno ottenuto il diritto di poter registrare le loro "partnership" a partire dal 1995; queste unioni contemplavano gli stessi diritti e doveri dei matrimoni, tranne "quanto previsto dalle sezioni 3-4" della legge; tutte le disposizioni legislative relative al matrimonio o ai coniugi si applicavano anche alle partnership e ai partner registrati, ad eccezione dei punti 3-4.
A partire dal maggio del 2009 nuove partnership registrate non possono più essere iscritte a causa della legalizzazione del matrimonio omosessuale. 
Lo stato dei partenariati esistenti resta inalterato, salvo che, se lo si desidera, esso può essere modificato come stato di vero e proprio matrimonio così come disposto dalla legge.

### Matrimonio omosessuale

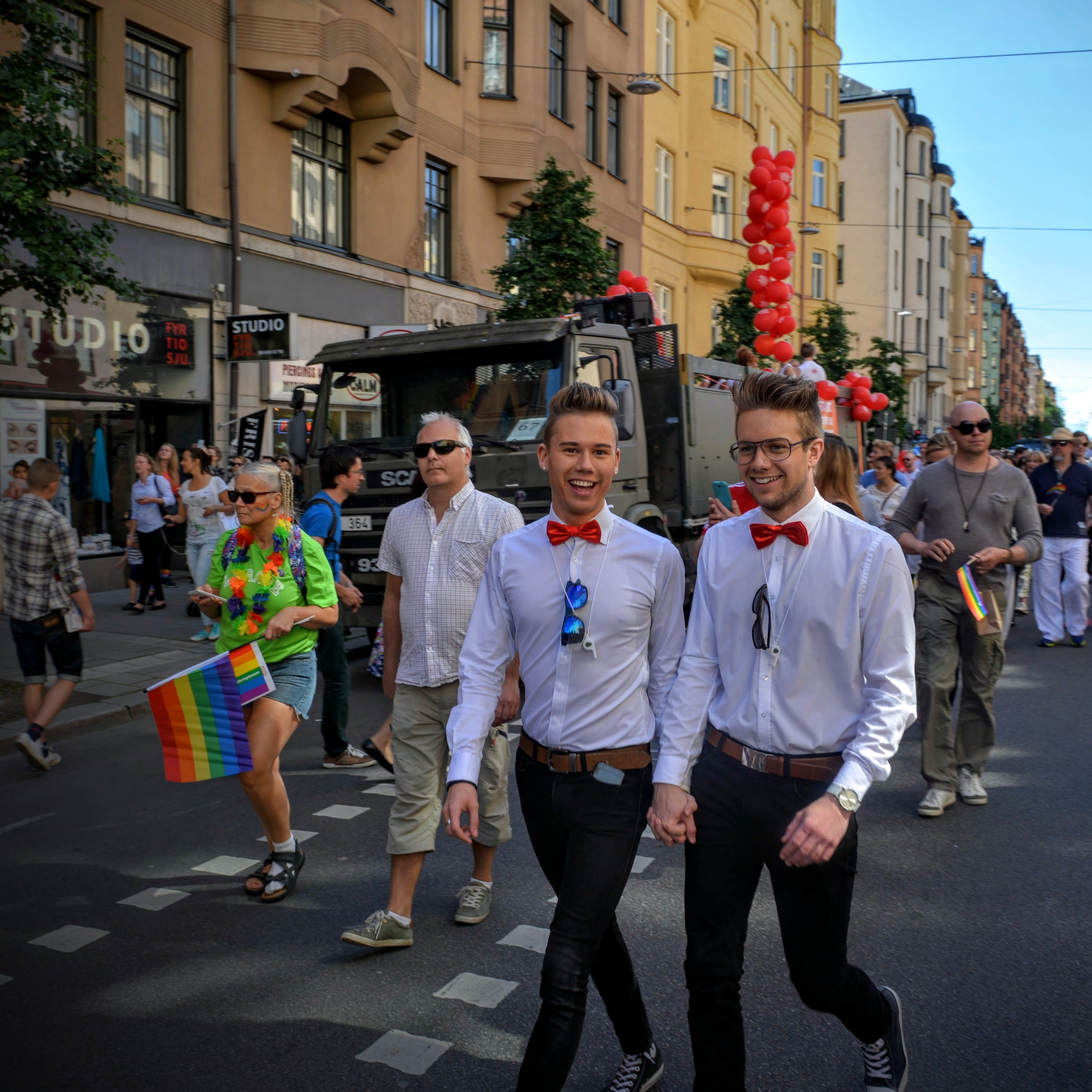
Una coppia omosessuale al Gay pride di Stoccolma del 2015.

In vigore dal 1º maggio del 2009, il matrimonio tra due persone dello stesso sesso è stato legalizzato a seguito di una relazione governativa pubblicata nel marzo del 2007, scritta dall'ex "Cancelliere di Giustizia" Hans Regner, che proponeva di estendere i benefici del matrimonio anche alle coppie omosessuali.
L'ex governo dei Socialdemocratici (Svezia) ha nominato una commissione per indagare sulle possibilità effettive di tali matrimoni. Nel 2008 il Riksdag ha votato a favore di un cambiamento della legge relativa ai matrimoni.
Il Gabinetto del 2008. il Governo Reinfeldt, sotto il quale questa legge è stata approvata, era composto dai Moderati (Svezia), dal Partito di Centro (Svezia), dai Liberali (Svezia) e dai Democratici Cristiani (Svezia). 
Il riconoscimento ufficiale è avvenuto a seguito dell'adozione da parte dell'assemblea parlamentare il 1º aprile del 2009 di una nuova legge neutrale contro la discriminazione di genere nell'ambito matrimoniale civile, col seguente risultato: 261 si, 22 no, 16 astenuti, 50 assenti.
Il 22 ottobre del 2009 l'assemblea generale della Chiesa di Svezia ha votato largamente a favore della benedizione religiosa per le coppie dello stesso sesso, [12] compreso l'uso del "matrimonio" (äktenskap), col seguente risultato: 176 si, 62 no, 11 astenuti. Le nuove norme sono state introdotte il 1º novembre del 2009.
A partire dal 2014 (Governo Löfven I) le posizioni ufficiali dei partiti presenti nelle assemblee parlamentari erano le seguenti (presentati in ordine di grandezza):
| Partito                                | A favore | Seggi al Riksdag | Posizione governativa                |
| -------------------------------------- | -------- | ---------------- | ------------------------------------ |
| Socialdemocratici (Svezia)             | Si       | 113              | Leader di governo                    |
| Partito Ambientalista i Verdi (Svezia) | Si       | 25               | Partner nella coalizione governativa |
| Moderati (Svezia)                      | Si       | 83               | Opposizione                          |
| Partito di Centro (Svezia)             | Si       | 22               | Opposizione                          |
| Partito della Sinistra (Svezia)        | Si       | 21               | Opposizione                          |
| Liberali (Svezia)                      | Si       | 19               | Opposizione                          |
| Democratici Cristiani (Svezia)         | No       | 16               | Opposizione                          |

## Adozione e pianificazione familiare

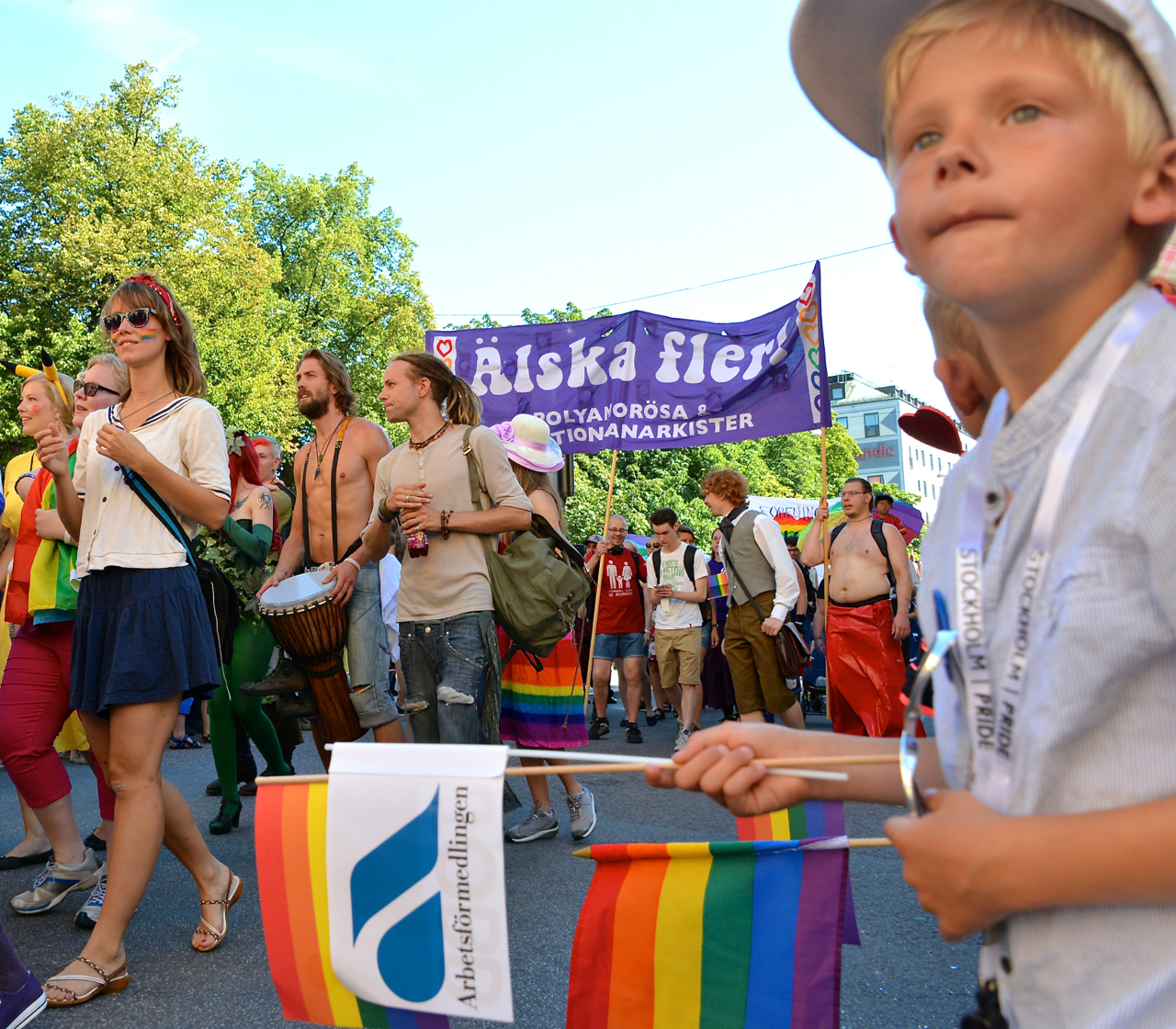
Un bambino che partecipa al Gay pride di Stoccolma del 2013.

A partire dal 1º febbraio del 2003 le persone LGBT impegnate in una partnership/matrimonio registrato hanno avuto gli stessi diritti di adozione delle coppie sposate eterosessuali; ciò include anche il diritto di adottare per le persone singole.
Nei confronti dell'adozione internazionale il Ministero della Giustizia afferma: "Per quanto riguarda l'adozione dall'estero è importante rimanere sensibili e consapevoli del fatto che i paesi con cui la Svezia coopera spesso hanno una visione diversa rispetto alle persone omosessuali e alla genitorialità omosessuale. Le adozioni devono basarsi sulla fiducia, il che significa che devono essere rispettate le limitazioni e i termini che i paesi di origine possano stabilire".
Nel 2005 è stata adottata una nuova legge che consente anche alle coppie lesbiche di poter fruire dell'inseminazione assistita negli ospedali pubblici.

## Servizio militare

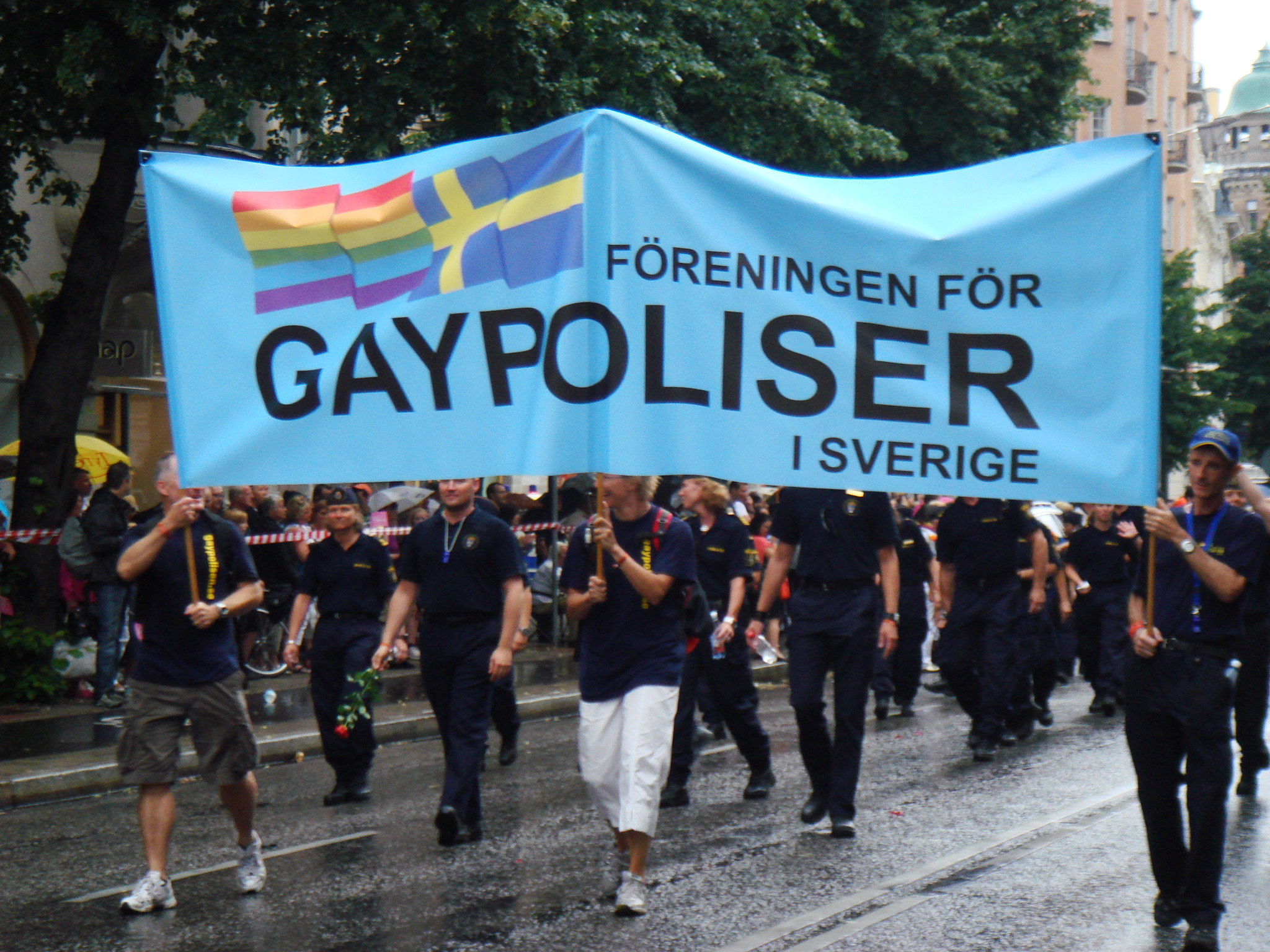
Striscione dei poliziotti gay svedesi all'Europride celebrato a Stoccolma nel 2008.

Alle persone LGBT non viene negata la possibilità di servire nelle forze armate; la Svezia rimane uno dei pochi paesi al mondo a consentire a tutte le persone LGBT di prestare servizio apertamente nei ranghi militari; è stata tra le prime nazioni al mondo a permetterlo. 
Gli uomini gay erano autorizzati a prestare servizio militare ancor prima della de-medicalizzazione dell'omosessualità avvenuta nel 1979.
Le forze armate svedesi affermano di lavorare attivamente in un ambiente in cui gli individui non ritengono necessario nascondere l'orientamento sessuale o l'identità di genere.
Nel 2015 esse hanno lanciato, come segno di partecipazione al Gay pride, una campagna pubblicitaria la quale mostra un soldato in uniforme con la bandiera arcobaleno al braccio. 
Le lettere in grassetto titolano: "alcune cose che non dovreste dover camuffare", seguito dal testo: "l'uguaglianza è un ingrediente importante in una democrazia. Noi militari ci trattiamo con rispetto e vediamo le nostre differenze come una forza. Siamo un'organizzazione inclusiva in cui tutti coloro che servono e contribuiscono devono sentirsi accolti e rispettati".

## Espressione e identità di genere

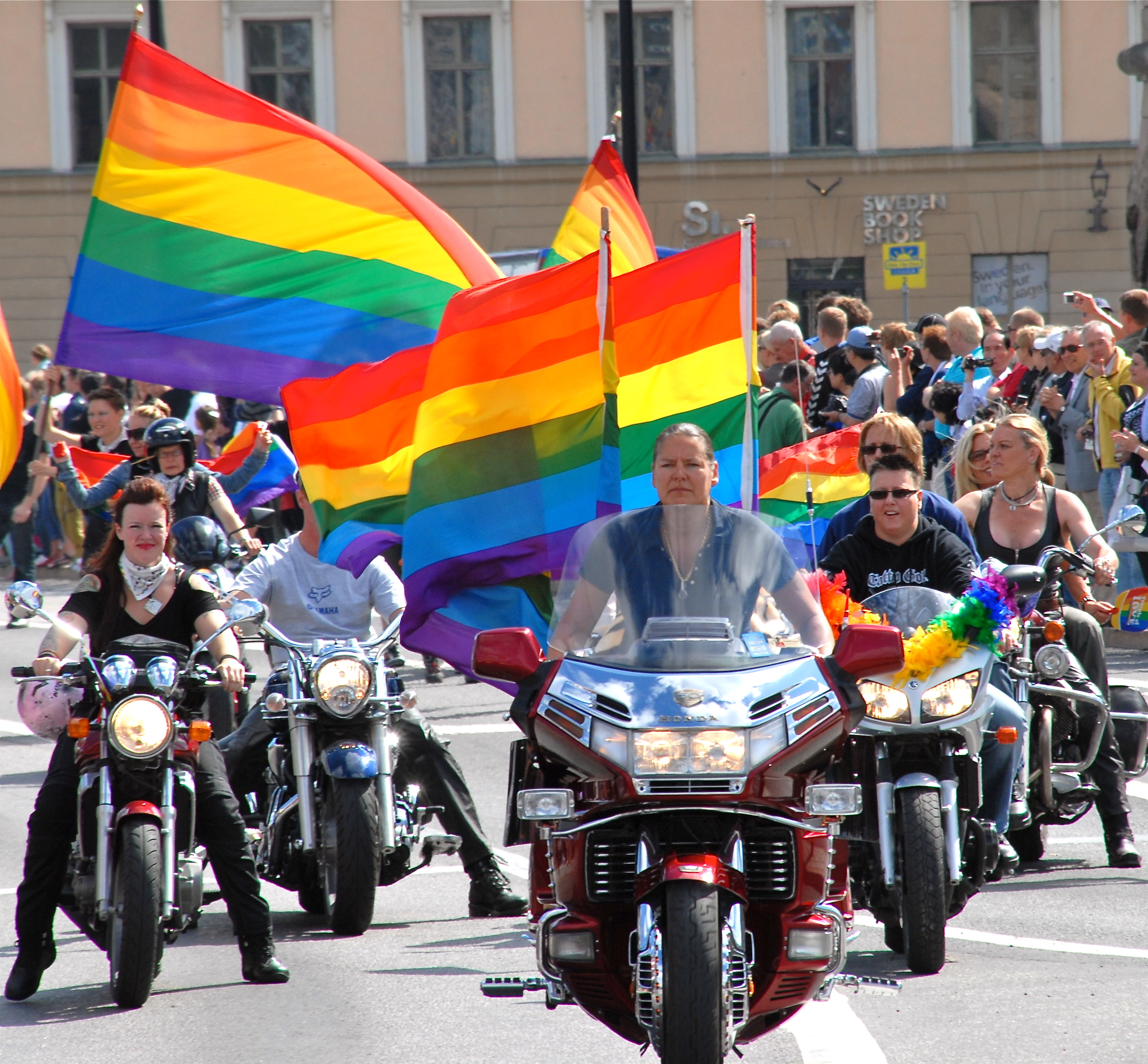
Motocicliste lesbiche al Pride del 2010.

La possibilità di modificare legittimamente l'indicatore di genere in Svezia è stato disponibile fin dal 1972, quando è diventato il primo paese al mondo a consentire alle persone transgender di correggere legalmente il proprio sesso. 
Ma questo era consentito solo se venivano soddisfati diversi criteri: doveva essere un cittadino svedese con più di 18 anni, non sposato (avendo divorziato se necessario) ed aver vissuto per almeno due anni come se avesse il sesso opposto.
La legge è stata riesaminata nel 2007 proponendo l'eliminazione dei requisiti di cittadinanza e di celibato/nubilato; viene presentato al ministro democratico cristiano per la salute e gli affari sociali. 
Lo "Swedish Discrimination Ombudsman" (DO) e la "Federazione svedese per i diritti lesbici, gay, bisessuali e transgender" hanno chiesto la conversione della proposta in legge.
Nel 2013 la sterilizzazione obbligatoria prima di poter legalmente correggere il sesso è stata revocata e non è più parte della legge; lo era fin dal 1972 e si pensa sia stata utilizzata almeno su 500 persone transgender.
Nel febbraio del 2015 il governo ha introdotto due emendamenti; il primo che consente il cambiamento di genere giuridico senza alcuna forma di valutazione psichiatrica o psicologica, nonché la necessità di una diagnosi o qualsiasi tipo di intervento medico; l'altro che consente la chirurgia di riassegnazione del sesso se la persona che ne fa richiesta presenta un parere positivo da parte di uno psichiatra.
Nel marzo del 2017 il governo ha annunciato che risarcirà almeno 800 persone transessuali che sono state costrette a subire una chirurgia di riassegnazione sessuale al fine di poter acquisire legalmente il proprio genere sessuale di appartenenza.

## Protezioni contro le discriminazioni

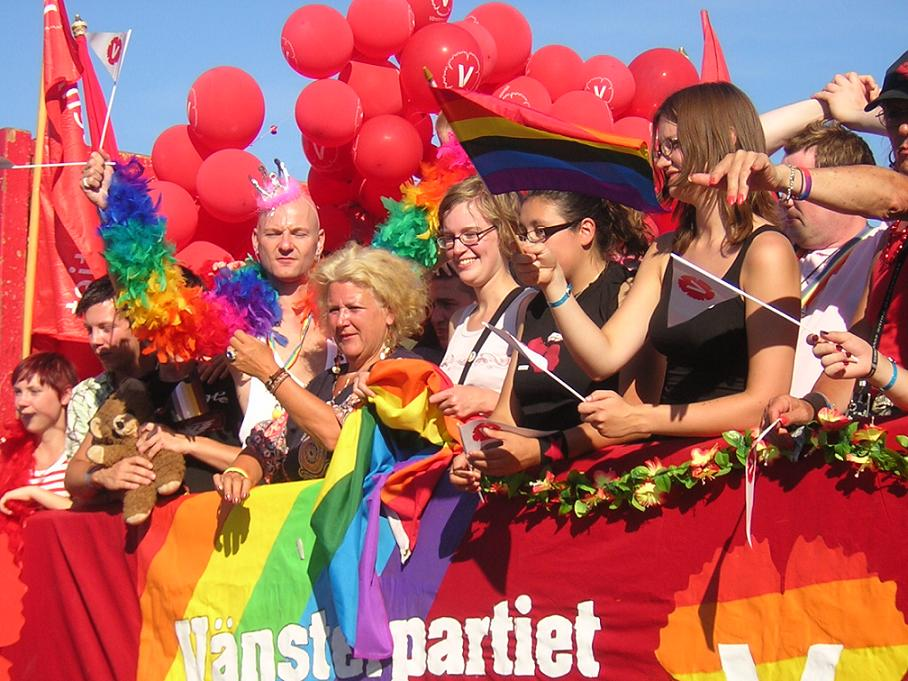
Partecipanti al Pride del 2006 appartenenti al Partito della Sinistra (Svezia).

La Costituzione della Svezia vieta esplicitamente la discriminazione per motivi di "orientamento sessuale". 
Nel 1987 la discriminazione contro gli uomini gay, le lesbiche e i bisessuali è stata inclusa nella sezione del codice di diritto penale che si occupa di discriminazioni per motivi razziali ecc; nel 2008 è stata aggiunta anche l'espressione e l'identità di genere al nuovo codice anti-discriminazione unificato entrato in vigore il 1º gennaio del 2009.
Nel 2009 lo "Swedish Ombudsman against Discrimination on Grounds of Sexual Orientation" (Ombudsmannen mot diskriminering på grund av sexuell läggning), normalmente indicato come "HomO", è stato l'ufficio svedese del difensore civico contro la discriminazione fondata sull'orientamento sessuale. 
Esso ha cessato di esistere il 1º gennaio del 2009 essendo stato fuso in un nuovo organismo: il "Discrimination Ombudsman". Gli atti già esistenti contro la discriminazione sono stati sostituiti da una nuova legislazione ad hoc.
Il termine "HomO" è stato usato sia per riferirsi all'ufficio che al titolo del capogruppo nominata dal governo; l'ultimo HomO è Hans Ytterberg. L'"HomO" ha investigato su atti discriminatori di singoli individui, ma anche su azione collettiva a sostegno dell'uguaglianza di genere, ad esempio un'azione svolta contro il proprietario di un ristorante a Stoccolma che aveva molestato una coppia lesbica. L'ufficio "HomO" è stato fondamentale nel prendere una serie di iniziative proprie e nel presentare specifiche proposte parlamentari, come la legalizzazione del matrimonio tra persone dello stesso sesso.

## Donazione del sangue
Nell'autunno del 2008 il "National Board of Health and Welfare" ha proposto che gli uomini che hanno rapporti sessuali con altri uomini dovrebbero poter diventare idonei a donare il sangue, ma solo dopo un periodo di sei mesi dall'ultimo rapporto sessuale; era già stata respinta una precedente proposta nel 2006.
Dal 1º marzo del 2010 gli uomini che hanno rapporti sessuali con gli uomini dovrebbero essere autorizzati a donare il sangue, dopo un anno di astensione sessuale, ma le banche del sangue hanno respinto la proposta, causando in tal modo un ritardo nell'approvazione fino al 1º ottobre del 2011: ciò ha permesso loro di adattarsi alle nuove normative. Nel novembre del 2011 tutte le banche del sangue svedesi sono state istruite per iniziare ad accettare le donazioni.

## Opinione pubblica

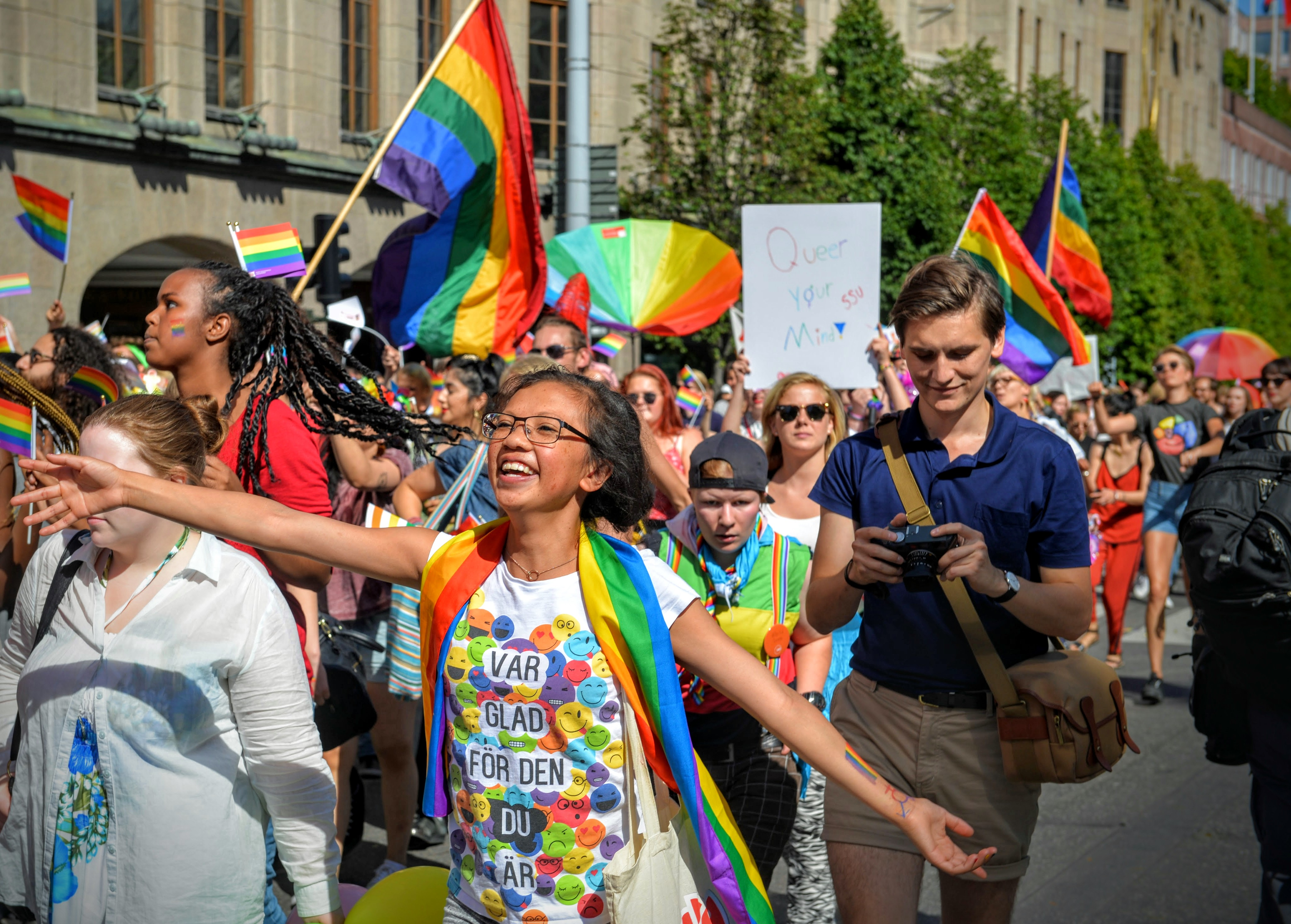
Pride 2015.

Secondo l'International Lesbian and Gay Association (ILGA) la Svezia rimane di gran lunga il Paese più Gay-friendly dell'intera Europa, con una vasta legislazione che tutela i diritti LGBT, tra cui le leggi contro la discriminazione e quella sul matrimonio tra persone dello stesso sesso.
Un sondaggio commissionato dall'Unione europea già nel 2006 ha mostrato che il 71% degli intervistati supporta il matrimonio omosessuale. 
L'Eurobarometro del 2015 ha scoperto che il 90% degli svedesi ha ritenuto che l'equiparazione del matrimonio dovrebbe essere permesso in tutta Europa, mentre solamente il 7% ha espresso la propria contrarietà.
Nel maggio 2015 PlanetRomeo, un social network LGBT, ha pubblicato il suo primo "Gay Happiness Index" (GHI). Agli uomini gay provenienti da più di 120 paesi è stato chiesto in che maniera percepiscono gli atteggiamenti sociali nei confronti dell'omosessualità, sul modo in cui li sperimentano, come vengono trattati dalle altre persone e quanto sono soddisfatti della loro vita. La Svezia si è classificata al quarto posto con un punteggio di 73.

## Movimenti e associazioni per i diritti LGBT

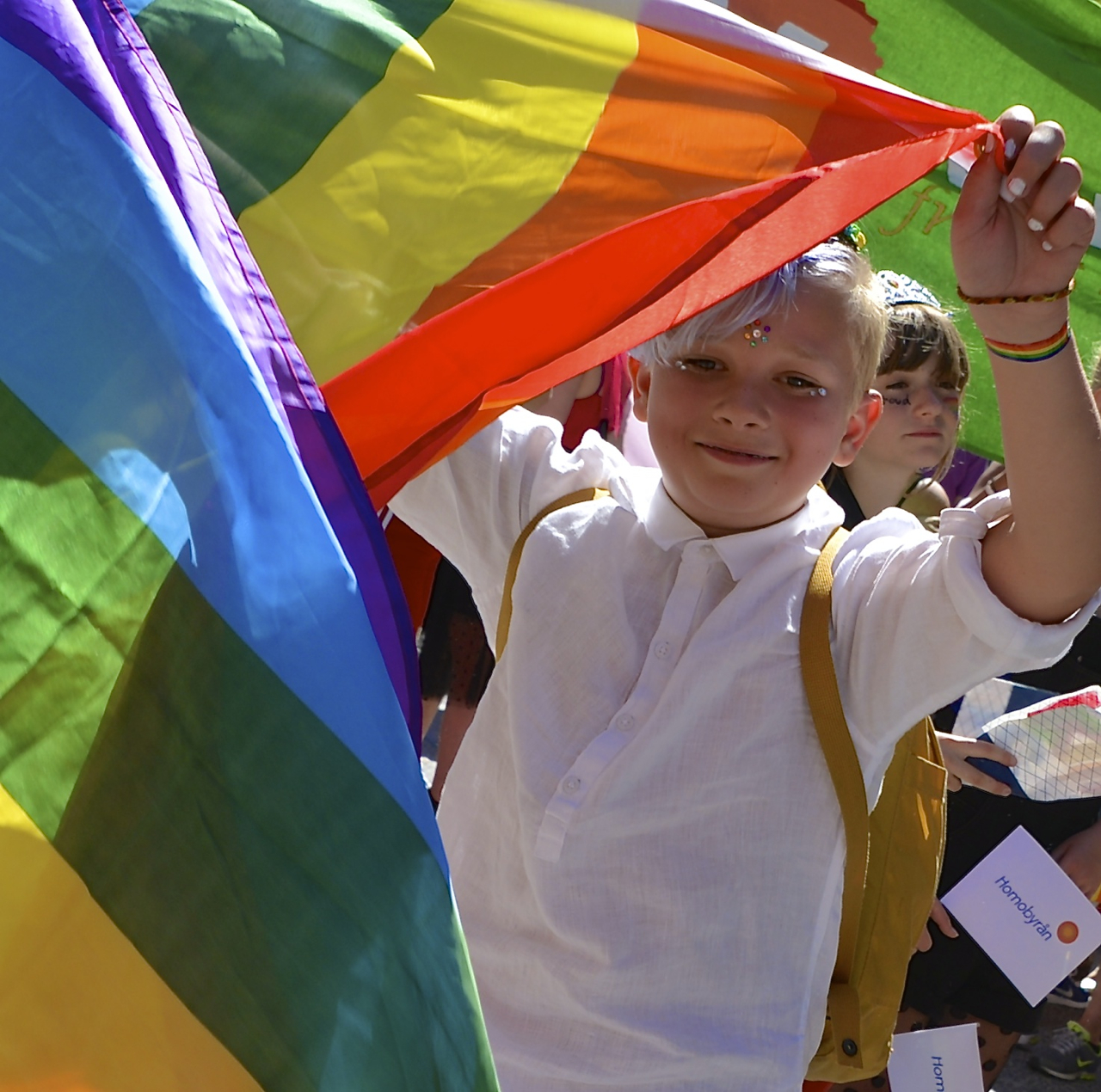
Un ragazzino svedese avvolto dai colori della bandiera arcobaleno durante il Pride del 2013.

La "Federazione svedese per i diritti di lesbiche, gay, bisessuali e transessuali" (RFSL), una delle più antiche organizzazioni LGBT del mondo, è nata nell'ottobre del 1950 come ramo svedese della "Federazione danese" sorta nel 1948.
Nell'aprile del 1952 l'RFSL adottò il suo nome attuale e si dichiarò un'organizzazione indipendente; ha attualmente 28 filiali sparse in tutto il paese, da Piteå nell'estremo nord fino a Malmö, con oltre 6.000 aderenti.
L'RFSL lavora per le persone LGBT attraverso il gruppo di pressione in ambito politico, la diffusione e circolazione di informazioni e l'organizzazione di attività sociali e di supporto; internamente l'RFSL lavora con l'ILGA e collabora anche con altre organizzazioni LGBT nei paesi limitrofi.
La federazione gestisce centri di consulenza per donne e uomini a Stoccolma, Göteborg e Malmö; essi sono destinati a persone che hanno bisogno di parlare e di esporre le proprie domande nei riguardi della sessualità, dell'HIV/AIDS e di altri problemi concernenti la salute e relazionali, nonché a coloro che necessitano di assistenza nel loro contatto con le autorità e le istituzioni sanitarie o che richiedono assistenza legale.
Ogni anno si svolgono svariate manifestazioni dell'orgoglio gay. Il Gay pride di Stoccolma è il festival più grande e più antico ed è stato organizzato ogni anno a partire dal 1998; nel corso degli anni successivi sono stati organizzati festival di orgoglio a Göteborg, Malmö e Uppsala oltre agli eventi locali ospitati dalle comunità più piccole.

## Nel cinema
- 1916: Vingarne
- 1995: Sebastian (film 1995)
- 1998: Fucking Åmål - Il coraggio di amare
- 2000: Livet är en schlager
- 2000: Together (film 2000)
- 2006: Container (film)
- 2007: Ciao Bella (film)
- 2008: Patrik 1,5
- 2011: Kyss mig
- 2012: Love Is All You Need
- 2013: On Suffocation
- 2014: Dyke Hard
- 2015: Holy Mess
- 2016: Kiki (film 2016)

## Tabella riassuntiva
| Legalizzazione della sessualità gay e della sessualità lesbica                                                             | (dal 1944)                                              |
| Uguale età del consenso | (dal 1978)                                              |
| Disposizioni anti-discriminazione nell'ambito lavorativo                                                                   | Si                                                      |
| Norme antidiscriminatorie nella fornitura di beni e servizi                                                                | Si                                                      |
| Leggi anti-discriminazione in tutte le altre aree (inclusa la discriminazione indiretta, il linguaggio e i crimini d'odio) | (dal 1987)                                              |
| Legislazione anti-discriminazione in materia di identità di genere                                                         | Si                                                      |
| Riconoscimento tramite unione civile delle coppie gay e lesbiche                                                           | (dal 1995)                                              |
| Matrimonio tra persone dello stesso sesso                                                                                  | (dal 2009)                                              |
| Adozione del figlio del partner da parte delle coppie omosessuali                                                          | (dal 2003)                                              |
| Adozione da parte di coppie dello stesso sesso                                                                             | (dal 2003)                                              |
| Accesso alla fecondazione in vitro per le coppie lesbiche e parentela automatica per entrambi i coniugi dopo la nascita    | (dal 2005)                                              |
| Maternità surrogata per le coppie gay                                                                                      | Illegale anche per le coppie eterosessuali              |
| Possibilità di prestare servizio nell'esercito apertamente come persone LGBT                                               | (dal 1976)                                              |
| Diritto di cambiare genere legalmente                                                                                      | (dal 1972, senza sterilizzazione obbligatoria dal 2013) |
| Declassificazione dell'omosessualità dall'elenco delle malattie                                                            | (dal 1979)                                              |
| Declassificazione del travestitismo dall'elenco delle malattie                                                             | (dal 2008)                                              |
| Declassificazione del transessualismo dallelenco delle malattie                                                            | (dal 1972)                                              |
| Divieto di terapie di conversione                                                                                          | No                                                      |
| Donazione del sangue per gli uomini che hanno rapporti sessuali con altri uomini                                           | / Differimento di 1 anno                                |